# Carabidae
I Carabidi (Carabidae Latreille, 1802) sono una famiglia di coleotteri diffusa in tutto il mondo con oltre 40.000 specie.

## Descrizione
I carabidi sono coleotteri adefagi terrestri. Variano da 0.7 mm a 8 cm e sono caratterizzati da antenne filiformi (tranne i Paussinae) e tarsi pentameri.

Non presentano adattamento alla vita acquatica, ma molti di loro hanno perso la capacità di volare, diventando brachitteri o atteri. In queste specie le elitre sono spesso saldate lungo la sutura.

Altre caratteristiche frequenti sono il corpo prevalentemente scuro e a volte iridescente, testa e mandibole di grandi dimensioni, un bordo molto pronunciato sul pronoto, elitre generalmente striate e zampe cursorie (lunghe, adatte alla corsa).

## Biologia
Gli adulti compaiono a partire dalla primavera. La maggior parte delle specie è predatrice di altri insetti o molluschi.

## Tassonomia
Si tratta di una delle famiglie più numerose del regno animale, contenente circa 40.000 specie, divise nelle seguenti sottofamiglie:
- Anthiinae Bonelli, 1813
- Apotominae LeConte, 1853
- Brachininae Bonelli, 1810
- Broscinae Hope, 1838
- Carabinae Latreille, 1802
- Cicindelinae Latreille, 1802
- Ctenodactylinae Castelnau, 1834
- Dryptinae Bonelli, 1810
- Elaphrinae Erichson, 1837
- Gineminae Ball & Shpeley, 2002
- Harpalinae Bonelli, 1810
- Hiletinae Schiodte, 1847
- Lebiinae Bonelli, 1810
- Licininae Bonelli, 1810
- Loricerinae Bonelli, 1810
- Melaeninae Alluaud, 1934
- Migadopinae Chaudoir, 1861
- Nebriinae Laporte, 1834
- Nototylinae Reichardt, 1977
- Omophroninae Bonelli, 1810
- Orthogoniinae Schaum, 1857
- Panagaeinae Bonelli, 1810
- Paussinae Latreille, 1807
- Platyninae Bonelli, 1810
- Promecognathinae LeConte, 1853
- Protorabinae Ponomarenko, 1977
- Pseudomorphinae Newman, 1842
- Psydrinae LeConte, 1853
- Pterostichinae Bonelli, 1810
- Scaritinae Bonelli, 1810
- Siagoninae Bonelli, 1813
- Trechinae Bonelli, 1810
- Xenaroswellianinae Erwin, 2007

Il genere più rappresentato all'interno della famiglia è Bembidion Latreille, 1802, di cui sono state descritte oltre 1.200 specie.

### Alcune specie

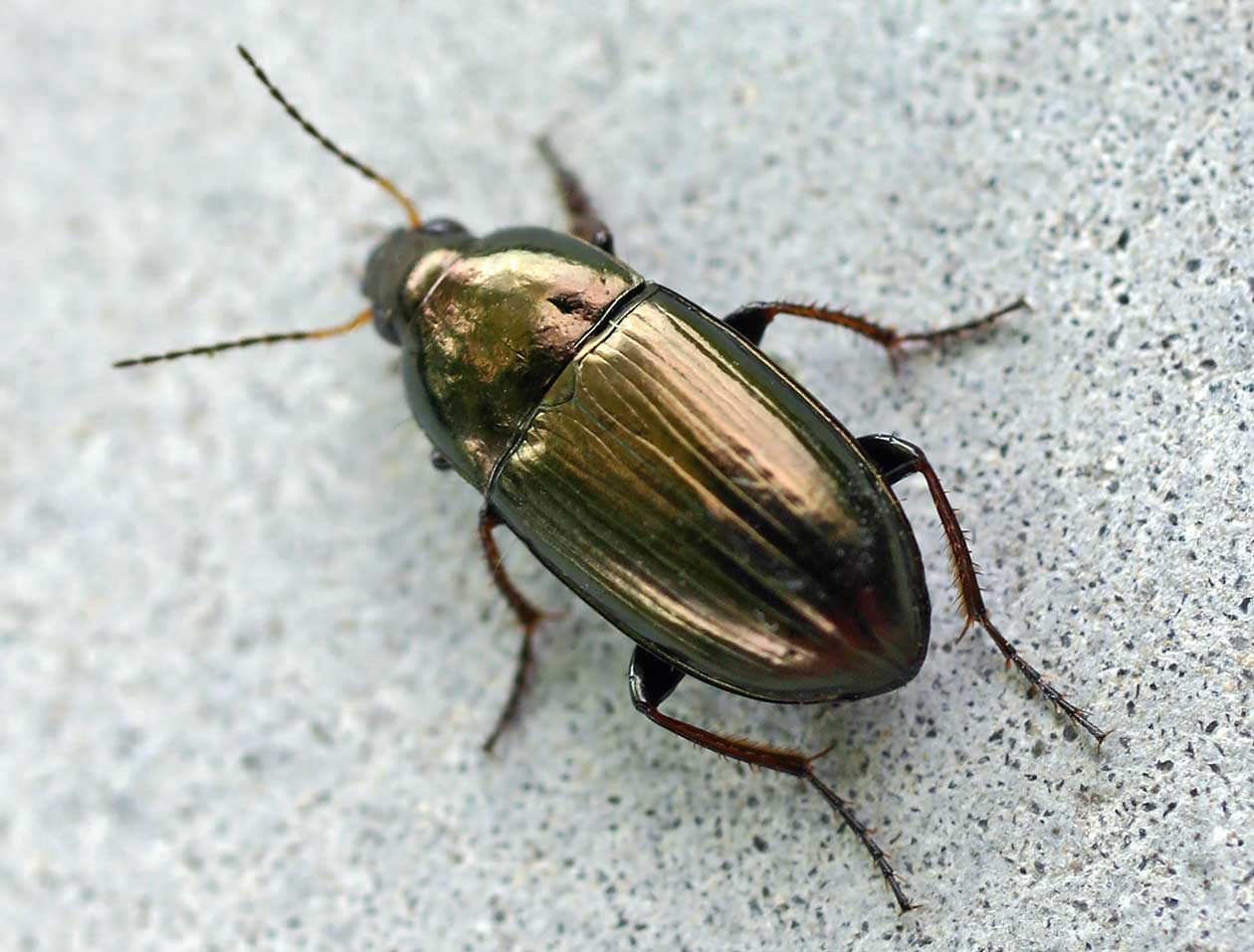
Amara aenea (Pterostichinae)
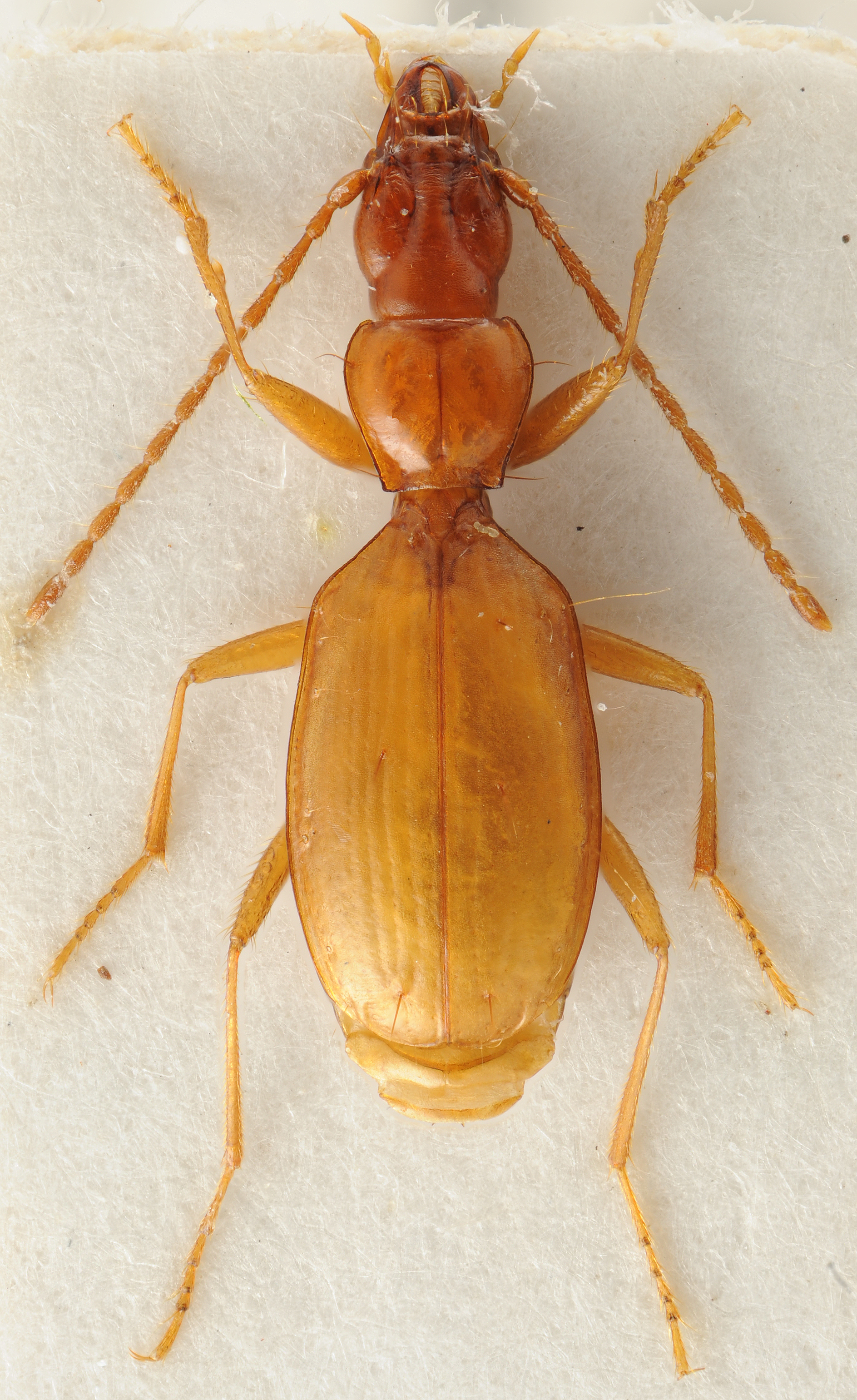
Anophthalmus hitleri (Trechinae)
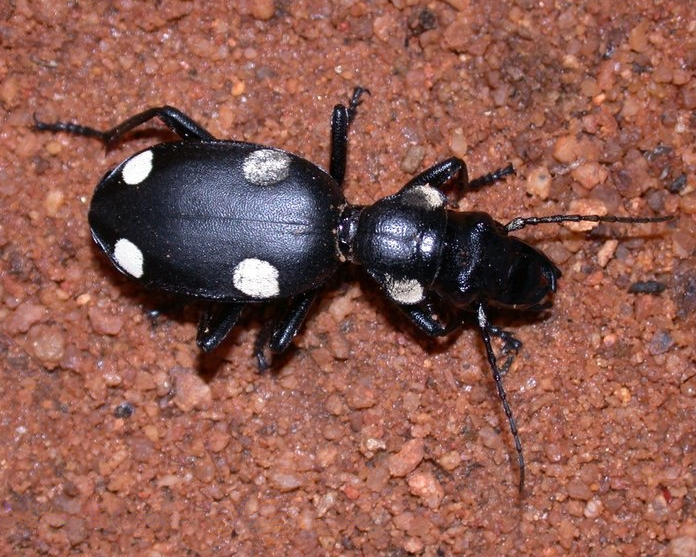
Anthia sexguttata (Anthiinae)
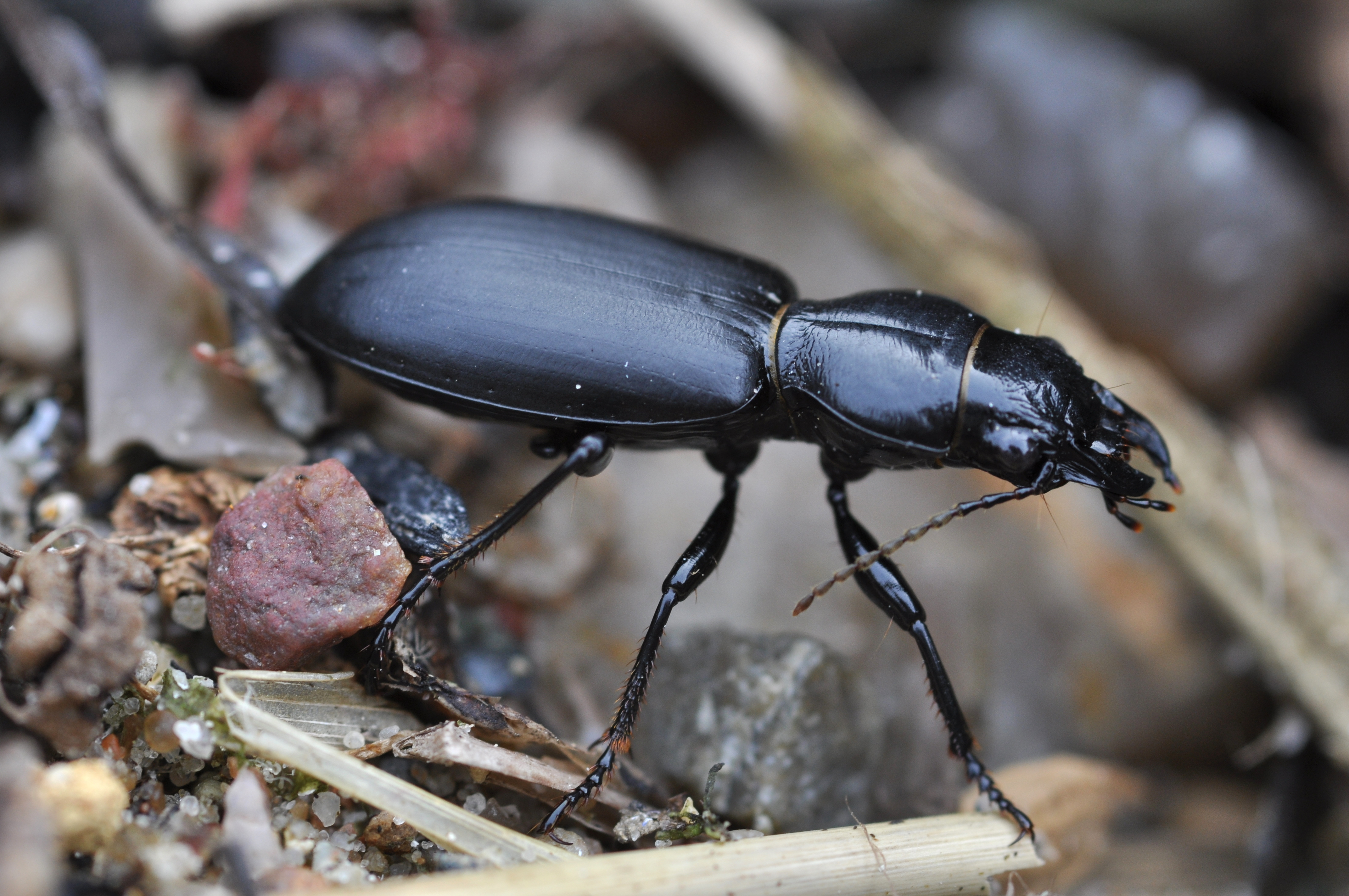
Broscus cephalotes (Broscinae)
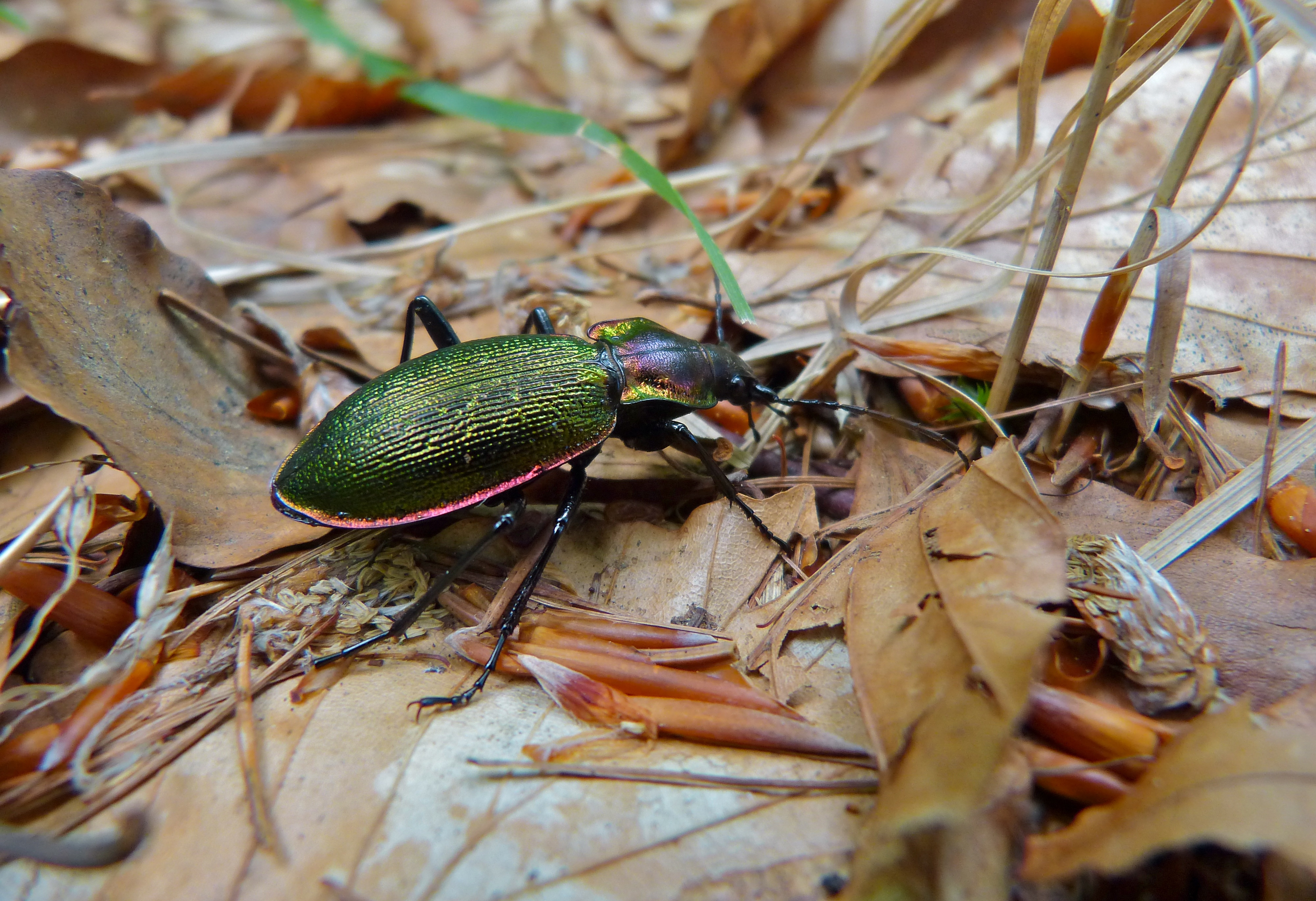
Carabus olympiae (Carabinae)
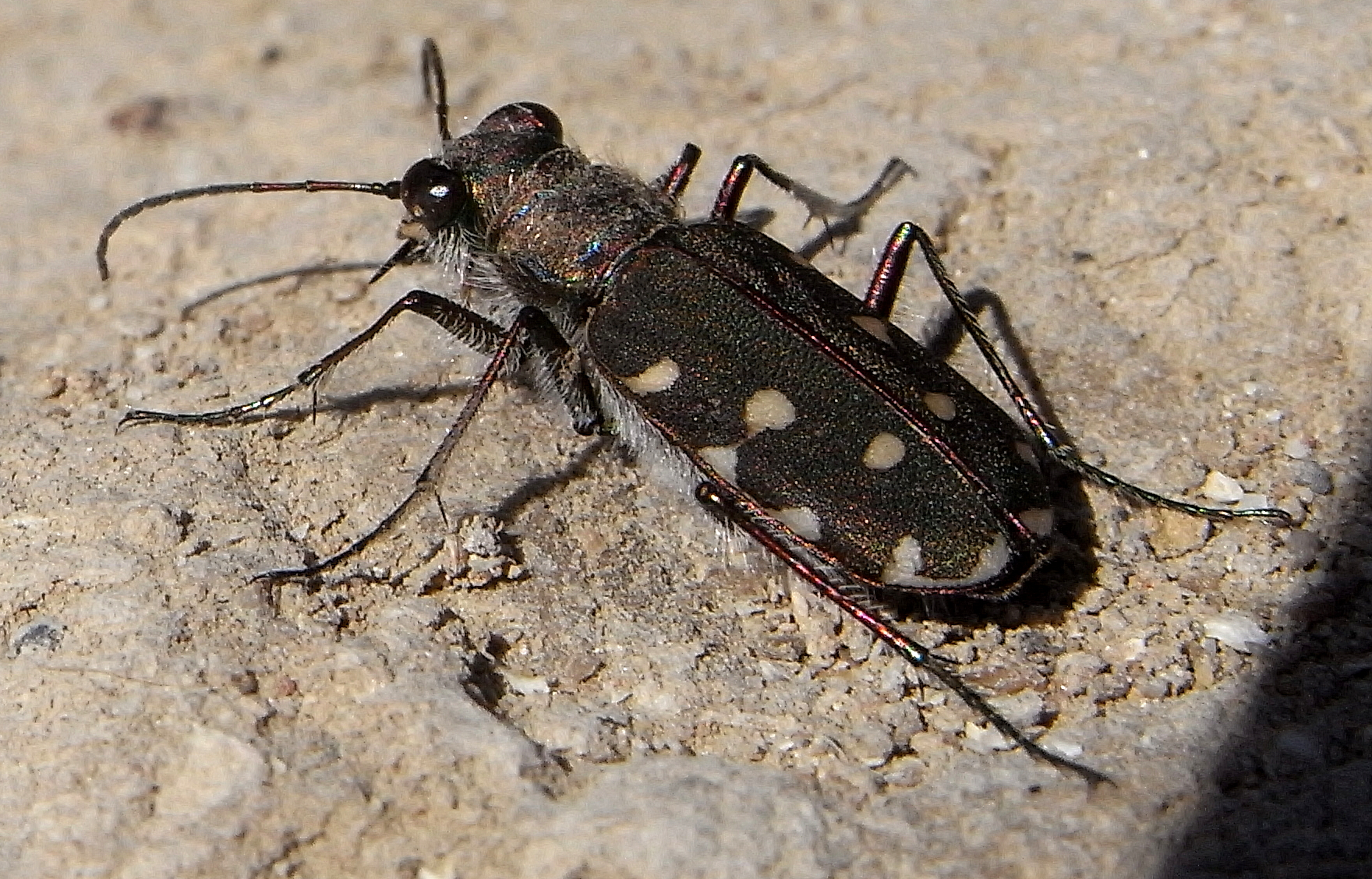
Calomera littoralis (Cicindelinae)
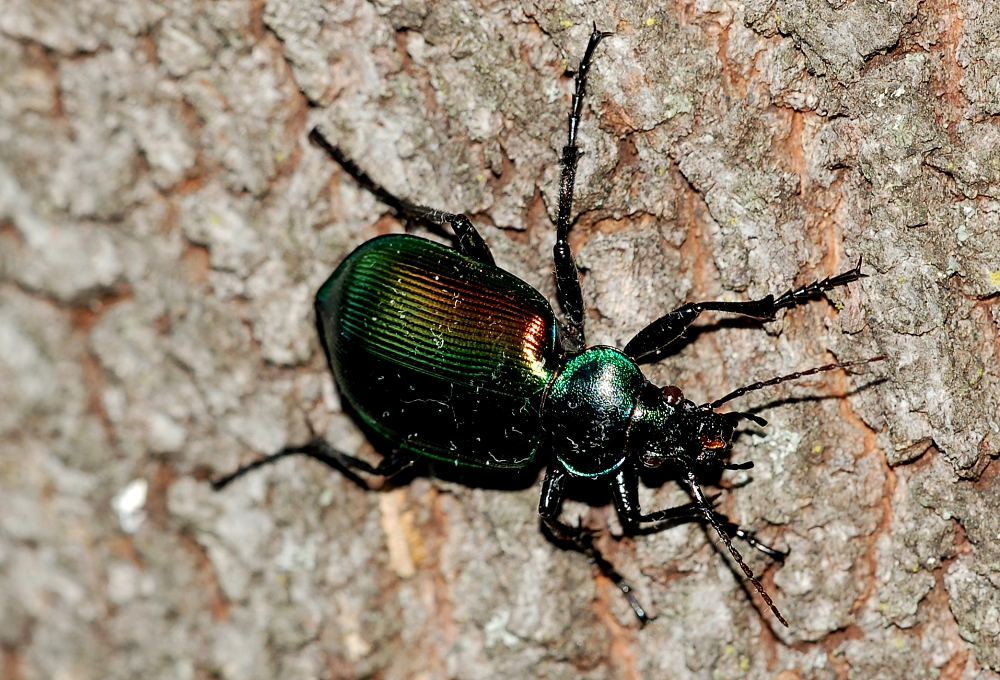
Calosoma sycophanta (Carabinae)
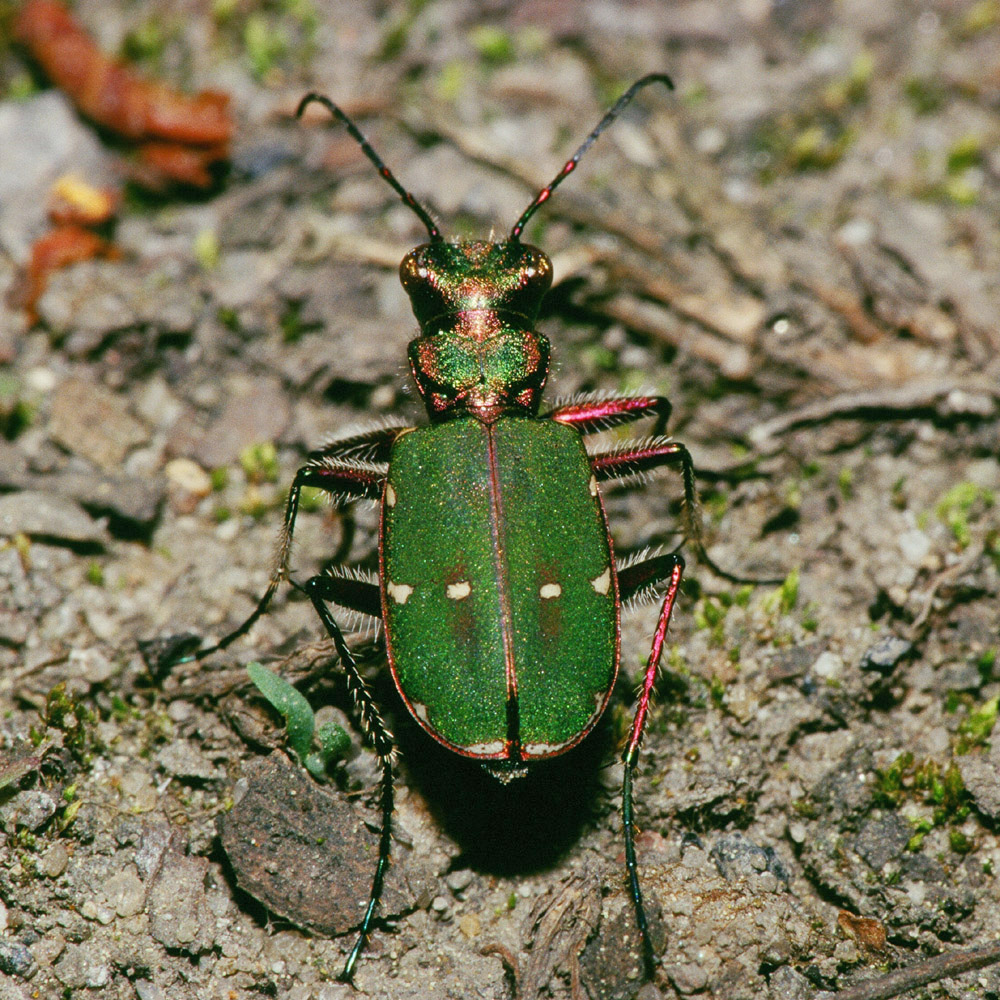
Cicindela campestris (Cicindelinae)
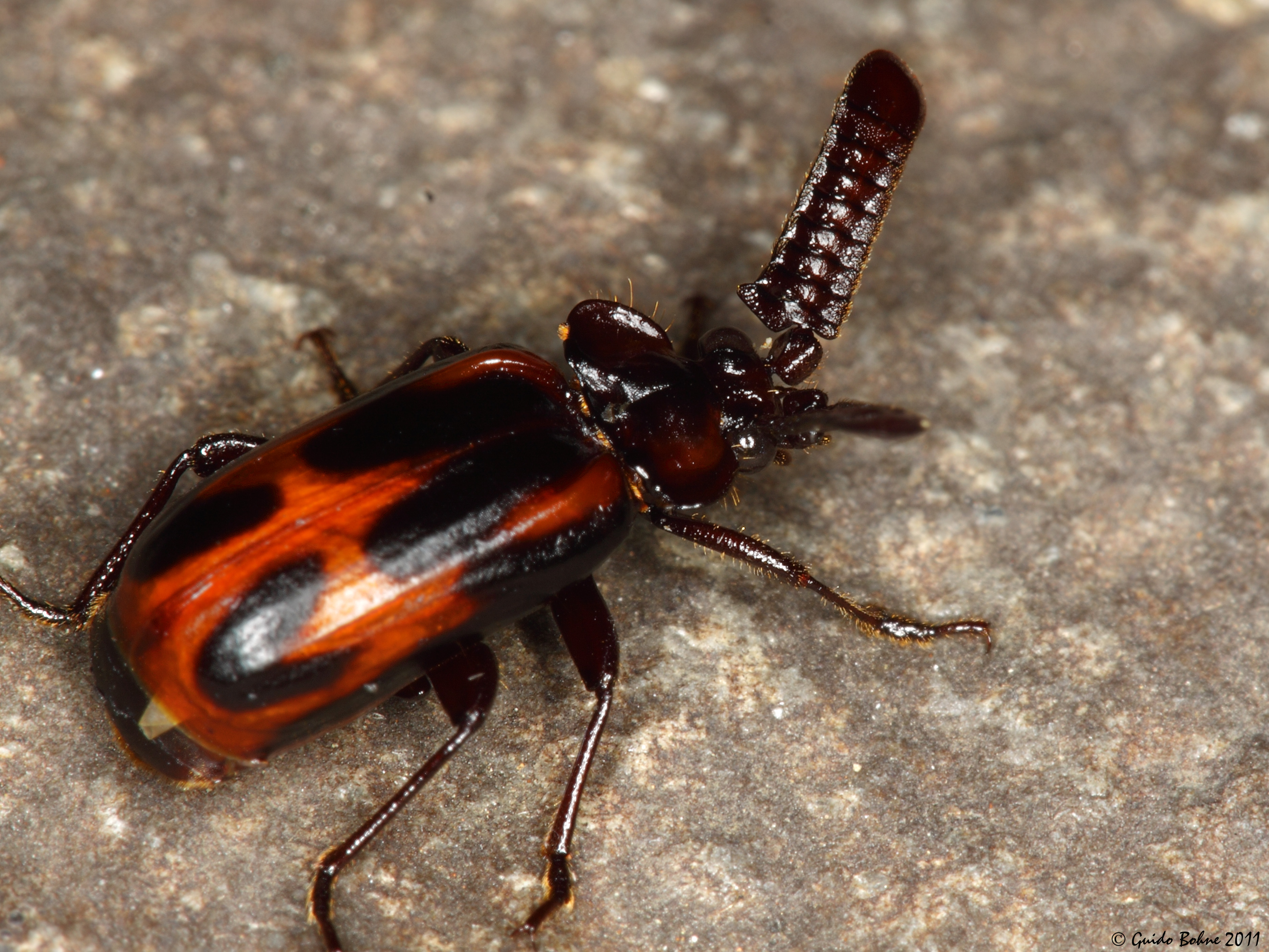
Heteropaussus hastatus (Paussinae)
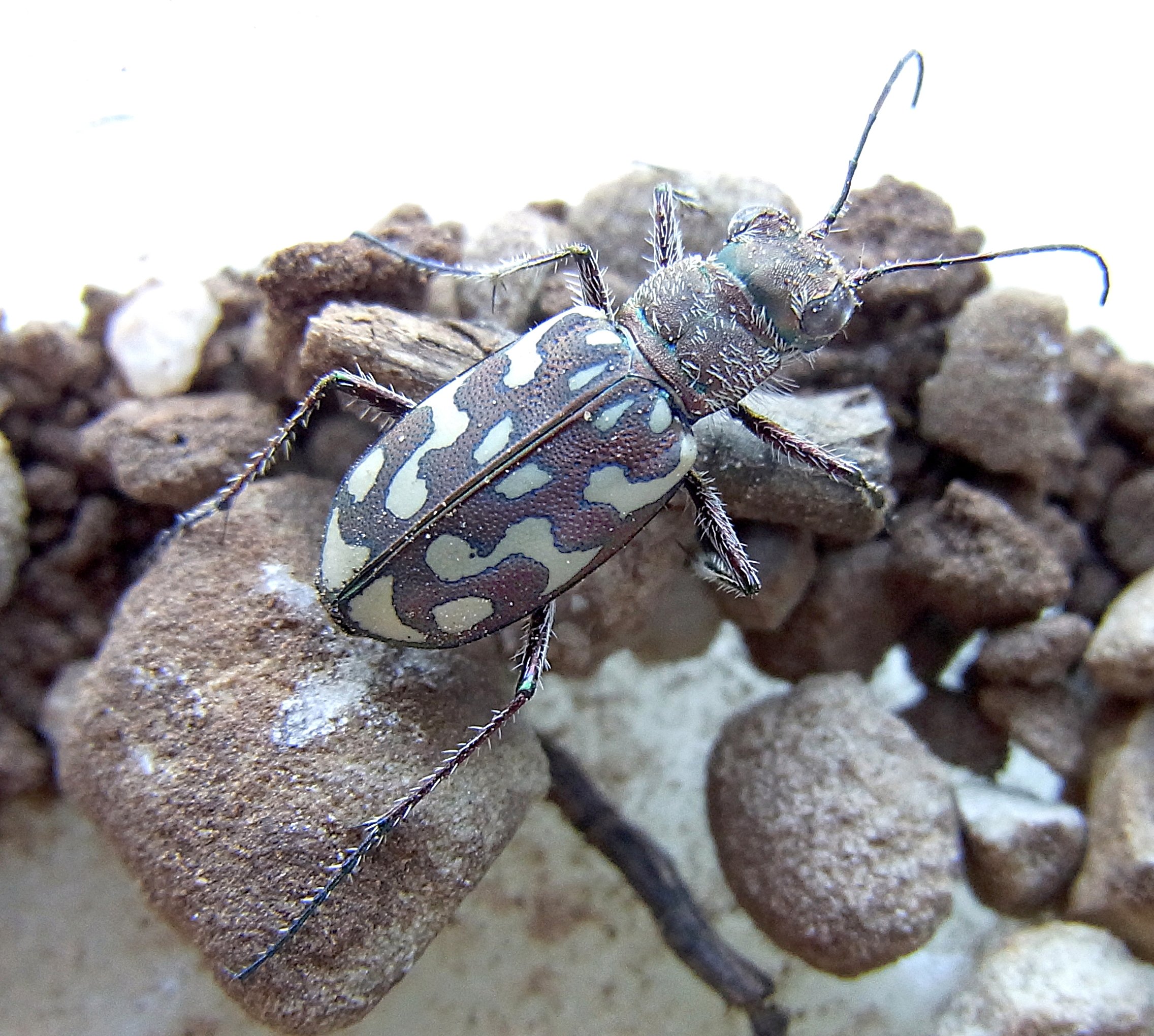
Lophyra flexuosa (Cicindelinae)
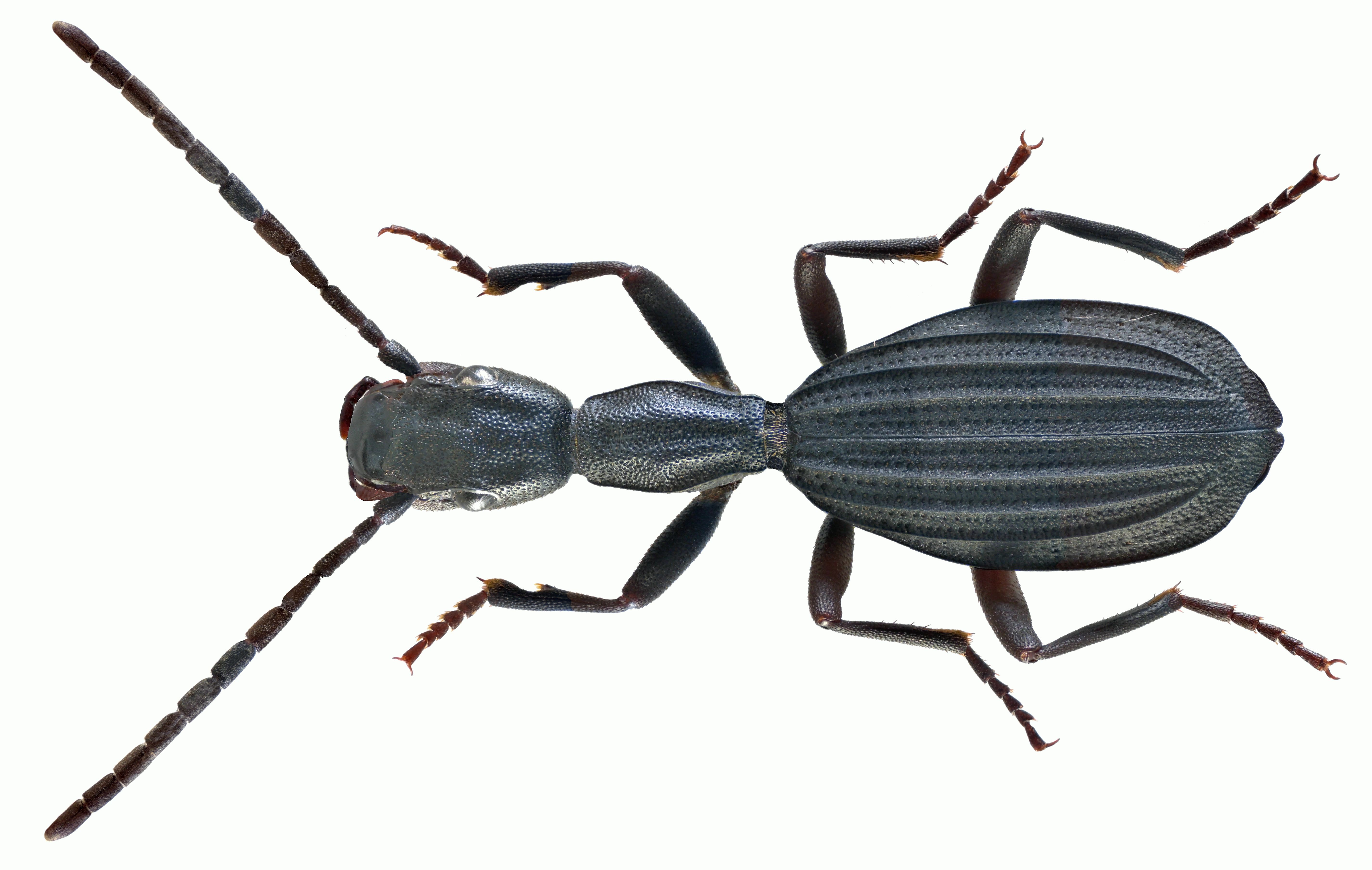
Netrodera formicaria (Anthiinae)
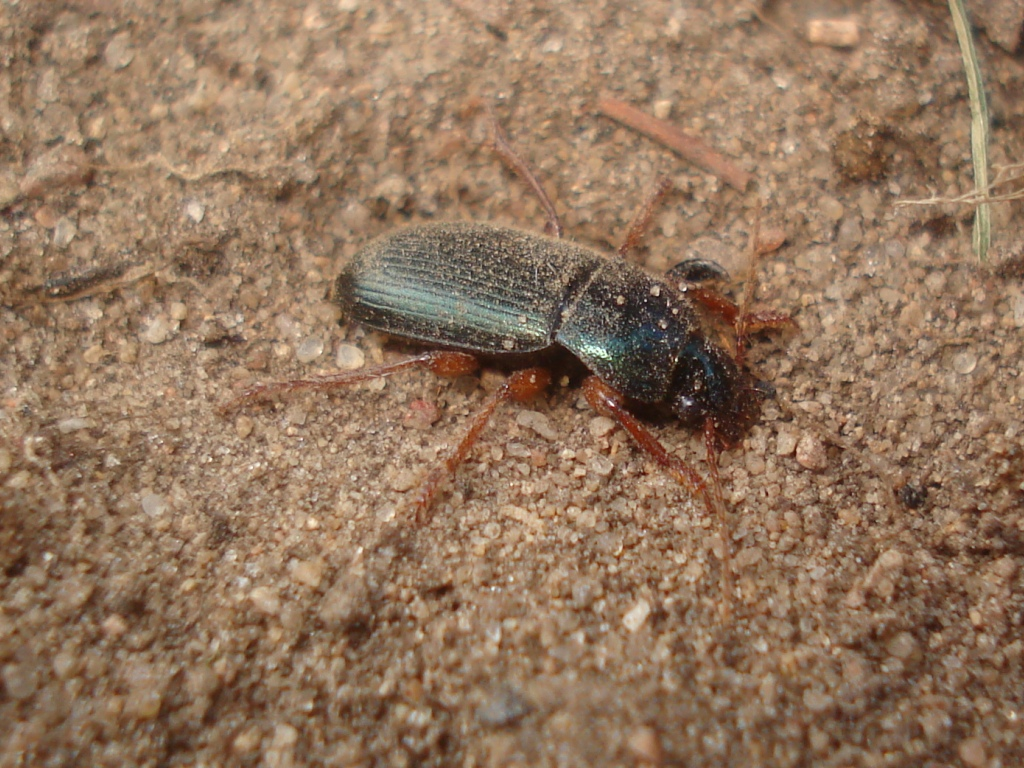
Ophonus azureus (Harpalinae)
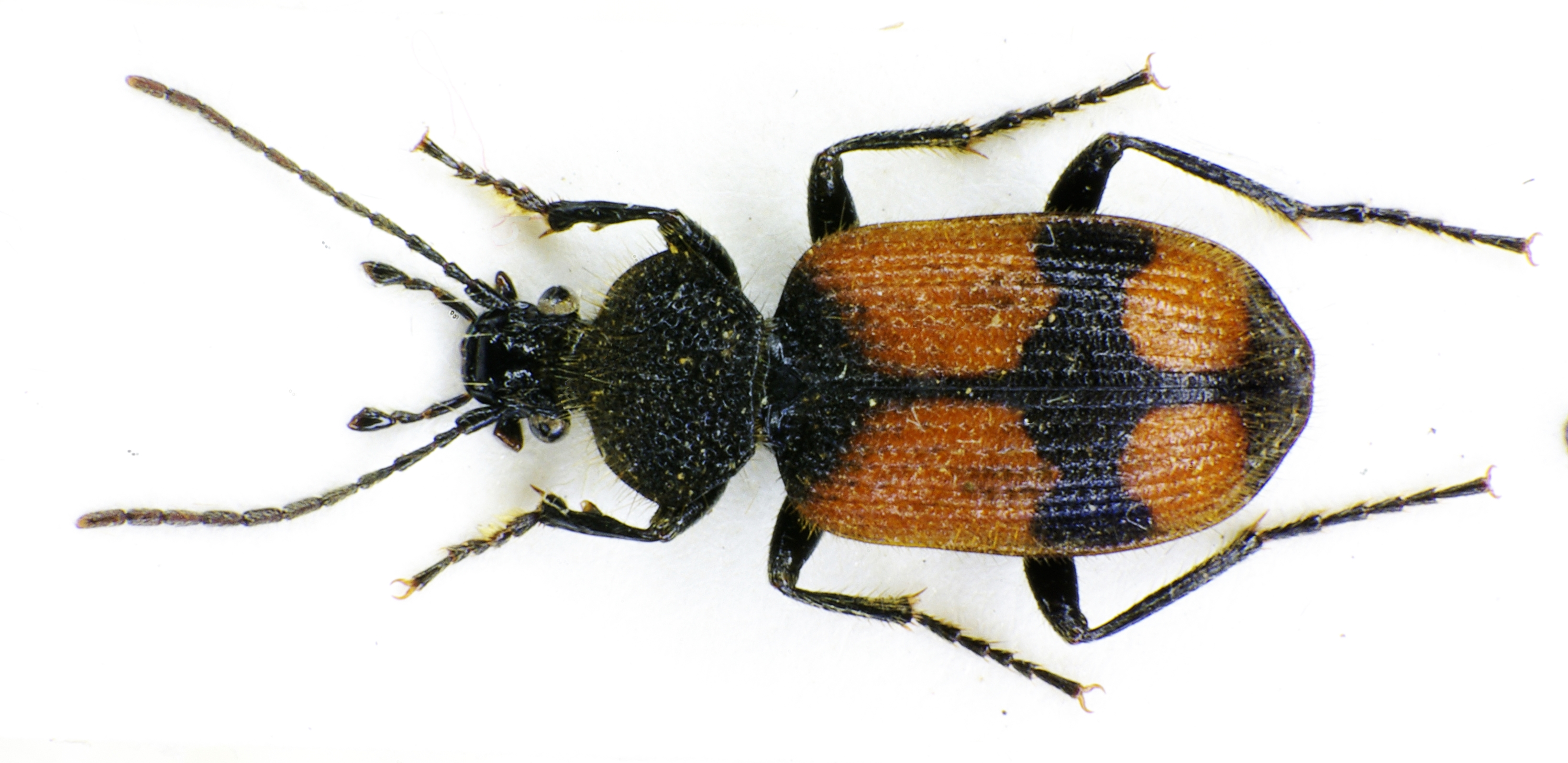
Panagaeus cruxmajor (Panagaeinae)
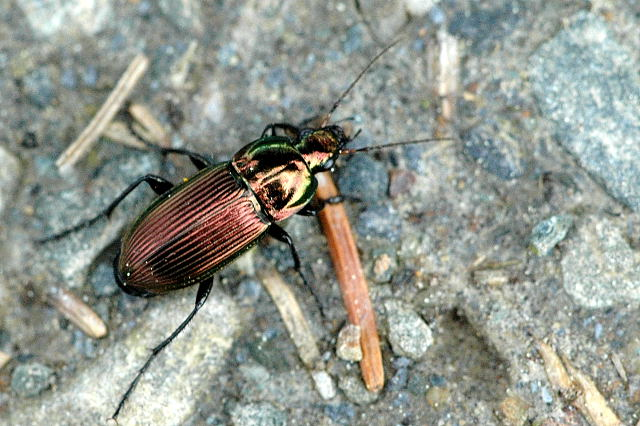
Poecilus cupreus (Pterostichinae)
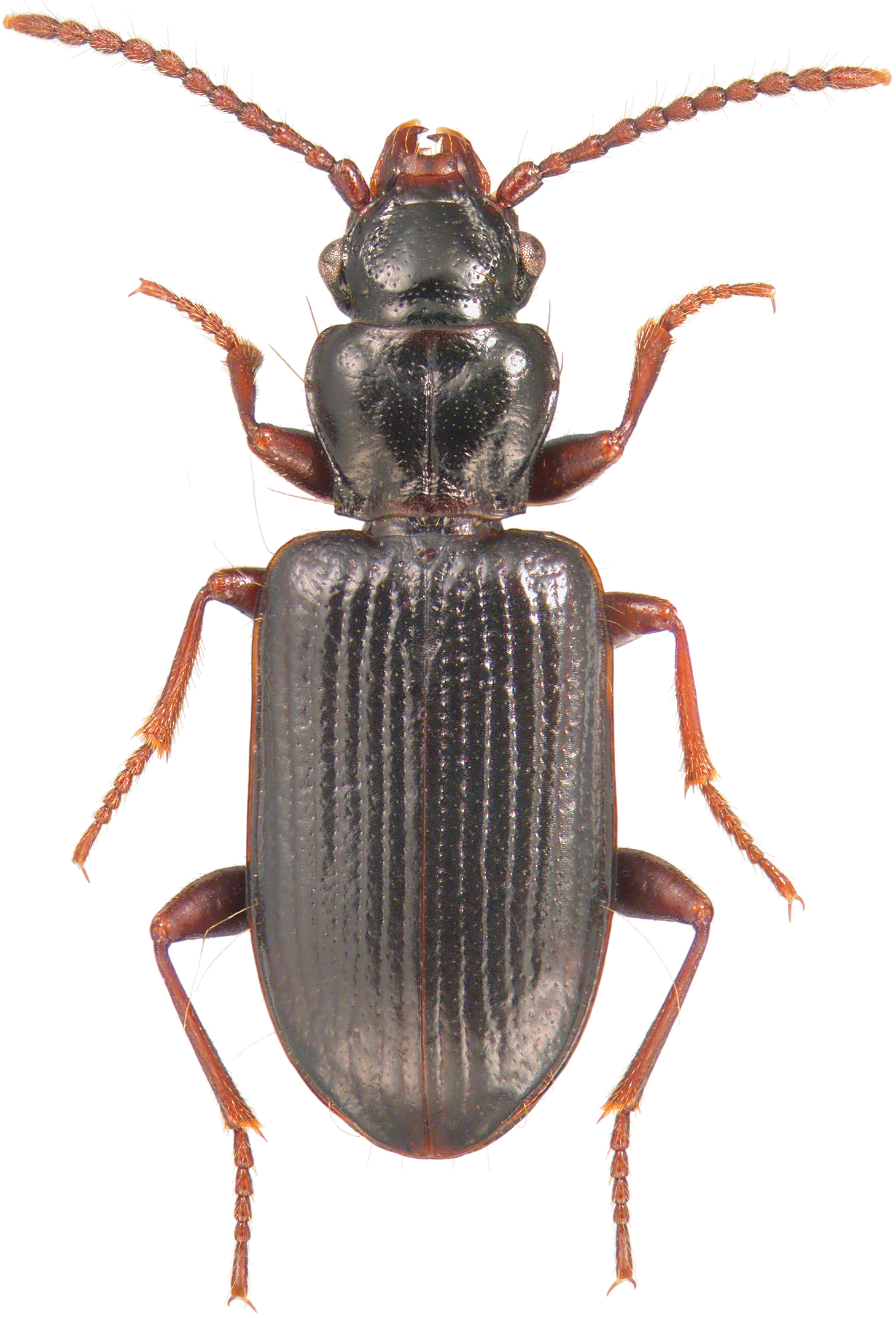
Psydrus piceus (Psydrinae)
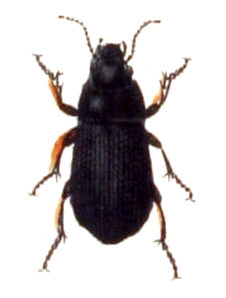
Zabrus tenebrioides (Pterostichinae)